# FA Youth Cup
La Football Association Youth Challenge Cup è una competizione calcistica inglese, organizzata da The FA, per ragazzi sotto i diciotto anni d'età. Infatti, solo i giocatori compresi tra i quindici e i diciotto anni d'età, al 31 di agosto, possono partecipare a quell'edizione della coppa. È dominata dalle squadre giovanili dei club professionistici, la cui maggior parte proviene dalla Premier League, ma attrae oltre quattrocento partecipanti da ogni parte del paese.
Alla fine della seconda guerra mondiale, la FA decise di istituire una competizione per ragazzi ancora troppo giovani per giocare a calcio in club professionistici. Gli incontri non attirarono un grande numero di spettatori, ma in questo modo molti ragazzi furono scelti per disputare tornei internazionali e poterono disputare, per la prima volta, una competizione nazionale. Nel 1951, si è capito che sarebbe stato meglio organizzare un torneo per club, in modo che avesse più importanza. La FA Youth Cup 1952-1953 fu infatti ristretta alle sezioni giovanili dei club, professionistici e amatoriali, purché membri della FA.
Il Manchester United ha vinto il trofeo in undici occasioni, più di ogni altro club.

## Precedenti finali
- Le finali sono giocate in due turni (andata e ritorno). Il risultato rappresenta il totale.

| Anno | Vincitori              | Risultato | Sconfitti           | Note                                                  |
| ---- | ---------------------- | --------- | ------------------- | ----------------------------------------------------- |
| 1953 | Manchester United (1)  | 9–3       | Wolverhampton       |                                                       |
| 1954 | Manchester United (2)  | 5–4       | Wolverhampton       |                                                       |
| 1955 | Manchester United (3)  | 7–1       | West Bromwich       |                                                       |
| 1956 | Manchester United (4)  | 4–3       | Chesterfield        |                                                       |
| 1957 | Manchester United (5)  | 8–2       | West Ham United     |                                                       |
| 1958 | Wolverhampton (1)      | 7–6       | Chelsea             |                                                       |
| 1959 | Blackburn (1)          | 2–1       | West Ham United     |                                                       |
| 1960 | Chelsea (1)            | 5–2       | Preston North End   |                                                       |
| 1961 | Chelsea (2)            | 5–3       | Everton             |                                                       |
| 1962 | Newcastle United (1)   | 2–1       | Wolverhampton       |                                                       |
| 1963 | West Ham United (1)    | 6–5       | Liverpool           |                                                       |
| 1964 | Manchester United (6)  | 5–2       | Swindon Town        |                                                       |
| 1965 | Everton (1)            | 3–2       | Arsenal             |                                                       |
| 1966 | Arsenal (1)            | 5–3       | Sunderland          |                                                       |
| 1967 | Sunderland (1)         | 2–0       | Birmingham City     |                                                       |
| 1968 | Burnley (1)            | 3–2       | Coventry City       |                                                       |
| 1969 | Sunderland (2)         | 6–3       | West Bromwich       |                                                       |
| 1970 | Tottenham (1)          | 4–3       | Coventry City       |                                                       |
| 1971 | Arsenal (2)            | 2–0       | Cardiff City        |                                                       |
| 1972 | Aston Villa (1)        | 5–2       | Liverpool           |                                                       |
| 1973 | Ipswich Town (1)       | 4–1       | Bristol City        |                                                       |
| 1974 | Tottenham (2)          | 2–1       | Huddersfield Town   |                                                       |
| 1975 | Ipswich Town (2)       | 5–1       | West Ham United     |                                                       |
| 1976 | West Bromwich (1)      | 5–0       | Wolverhampton       |                                                       |
| 1977 | Crystal Palace (1)     | 1–0       | Everton             |                                                       |
| 1978 | Crystal Palace (2)     | 1–0       | Aston Villa         |                                                       |
| 1979 | Millwall (1)           | 2–0       | Manchester City     |                                                       |
| 1980 | Aston Villa (2)        | 3–2       | Manchester City     |                                                       |
| 1981 | West Ham United (2)    | 2–1       | Tottenham           |                                                       |
| 1982 | Watford (1)            | 7–6       | Manchester United   |                                                       |
| 1983 | Norwich City (1)       | 6–5       | Everton             | Dopo i tempi supplementari                            |
| 1984 | Everton (2)            | 4–2       | Stoke City          |                                                       |
| 1985 | Newcastle United (2)   | 4–1       | Watford             |                                                       |
| 1986 | Manchester City (1)    | 3–1       | Manchester United   |                                                       |
| 1987 | Coventry City (1)      | 2–1       | Charlton Athletic   |                                                       |
| 1988 | Arsenal (3)            | 6–1       | Doncaster Rovers    |                                                       |
| 1989 | Watford (2)            | 2–1       | Manchester City     | Dopo i tempi supplementari                            |
| 1990 | Tottenham (3)          | 3–2       | Middlesbrough       |                                                       |
| 1991 | Millwall (2)           | 3–0       | Sheffield Wednesday |                                                       |
| 1992 | Manchester United (7)  | 6–3       | Crystal Palace      |                                                       |
| 1993 | Leeds United (1)       | 4–1       | Manchester United   |                                                       |
| 1994 | Arsenal (4)            | 5–3       | Millwall            |                                                       |
| 1995 | Manchester United (8)  | 1–1       | Tottenham           | Dopo i tempi supplementari; 4–2 dopo i tiri di rigore |
| 1996 | Liverpool (1)          | 4–1       | West Ham United     |                                                       |
| 1997 | Leeds United (2)       | 3–1       | Crystal Palace      |                                                       |
| 1998 | Everton (3)            | 5–3       | Blackburn Rovers    |                                                       |
| 1999 | West Ham United (3)    | 9–0       | Coventry City       |                                                       |
| 2000 | Arsenal (5)            | 5–1       | Coventry City       |                                                       |
| 2001 | Arsenal (6)            | 6–3       | Blackburn Rovers    |                                                       |
| 2002 | Aston Villa (3)        | 4–2       | Everton             |                                                       |
| 2003 | Manchester United (9)  | 3–1       | Middlesbrough       |                                                       |
| 2004 | Middlesbrough (1)      | 4–0       | Aston Villa         |                                                       |
| 2005 | Ipswich Town (3)       | 3–2       | Southampton         | Dopo i tempi supplementari                            |
| 2006 | Liverpool (2)          | 3–2       | Manchester City     |                                                       |
| 2007 | Liverpool (3)          | 2–2       | Manchester United   | Dopo i tempi supplementari; 4–3 dopo i tiri di rigore |
| 2008 | Manchester City (2)    | 4–2       | Chelsea             |                                                       |
| 2009 | Arsenal (7)            | 6–2       | Liverpool           |                                                       |
| 2010 | Chelsea (3)            | 3–2       | Aston Villa         |                                                       |
| 2011 | Manchester United (10) | 6-3       | Sheffield United    |                                                       |
| 2012 | Chelsea (4)            | 4–1       | Blackburn           |                                                       |
| 2013 | Norwich City (2)       | 4–2       | Chelsea             |                                                       |
| 2014 | Chelsea (5)            | 7–6       | Fulham              |                                                       |
| 2015 | Chelsea (6)            | 5–2       | Manchester City     |                                                       |
| 2016 | Chelsea (7)            | 4–2       | Manchester City     |                                                       |
| 2017 | Chelsea (8)            | 6–2       | Manchester City     |                                                       |
| 2018 | Chelsea (9)            | 7–1       | Arsenal             |                                                       |
| 2019 | Liverpool (4)          | 1–1       | Manchester City     | Dopo i tempi supplementari; 5–3 dopo i tiri di rigore |
| 2020 | Manchester City (3)    | 3–2       | Chelsea             |                                                       |
| 2021 | Aston Villa (4)        | 2-1       | Liverpool           |                                                       |
| 2022 | Manchester Utd (11)    | 3-1       | Nottingham Forest   |                                                       |
| 2023 | West Ham Utd (4)       | 5-1       | Arsenal             |                                                       |
| 2024 | Manchester City (4)    | 4-0       | Leeds Utd           |                                                       |

## Classifica vincitori
| Pos. | Squadra             | Vittorie                                                              | Secondi posti                                      |
| ---- | ------------------- | --------------------------------------------------------------------- | -------------------------------------------------- |
| 1    | Manchester United   | 11 – 1953, 1954, 1955, 1956, 1957, 1964, 1992, 1995, 2003, 2011, 2022 | 4 – 1982, 1986, 1993, 2007                         |
| 2    | Chelsea             | 9 – 1960, 1961, 2010, 2012, 2014, 2015, 2016, 2017, 2018              | 4 – 1958, 2008, 2013, 2020                         |
| 3    | Arsenal             | 7 – 1966, 1971, 1988, 1994, 2000, 2001, 2009                          | 3 – 1965, 2018, 2023                               |
| 4    | Liverpool           | 4 – 1996, 2006, 2007, 2019                                            | 4 – 1963, 1972, 2009, 2021                         |
| 4    | Aston Villa         | 4 – 1972, 1980, 2002, 2021                                            | 3 – 1978, 2004, 2010                               |
| 4    | West Ham United     | 4 – 1963, 1981, 1999, 2023                                            | 4 – 1957, 1959, 1975, 1996                         |
| 4    | Manchester City     | 4 – 1986, 2008, 2020, 2024                                            | 8 – 1979, 1980, 1989, 2006, 2015, 2016, 2017, 2019 |
| 5    | Everton             | 3 – 1965, 1984, 1998                                                  | 4 – 1961, 1977, 1983, 2002                         |
| 5    | Tottenham           | 3 – 1970, 1974, 1990                                                  | 2 – 1981, 1995                                     |
| 5    | Ipswich Town        | 3 – 1973, 1975, 2005                                                  |                                                    |
| 11   | Crystal Palace      | 2 – 1977, 1978                                                        | 2 – 1992, 1997                                     |
| 11   | Millwall            | 2 – 1979, 1991                                                        | 1 – 1994                                           |
| 11   | Sunderland          | 2 – 1967, 1969                                                        | 1 – 1966                                           |
| 11   | Watford             | 2 – 1982, 1989                                                        | 1 – 1985                                           |
| 11   | Leeds United        | 2 – 1993, 1997                                                        | 1 – 2024                                           |
| 11   | Newcastle United    | 2 – 1962, 1985                                                        |                                                    |
| 11   | Norwich City        | 2 – 1983, 2013                                                        |                                                    |
| 18   | Coventry City       | 1 – 1987                                                              | 4 – 1968, 1970, 1999, 2000                         |
| 18   | Wolverhampton       | 1 – 1958                                                              | 4 – 1953, 1954, 1962, 1976                         |
| 18   | Blackburn           | 1 – 1959                                                              | 3 – 1998, 2001, 2012                               |
| 18   | Middlesbrough       | 1 – 2004                                                              | 2 – 1990, 2003                                     |
| 18   | West Bromwich       | 1 – 1976                                                              | 2 – 1955, 1969                                     |
| 18   | Burnley             | 1 – 1968                                                              |                                                    |
| 24   | Birmingham City     |                                                                       | 1 – 1967                                           |
| 24   | Bristol City        |                                                                       | 1 – 1973                                           |
| 24   | Cardiff City        |                                                                       | 1 – 1971                                           |
| 24   | Charlton Athletic   |                                                                       | 1 – 1987                                           |
| 24   | Chesterfield        |                                                                       | 1 – 1956                                           |
| 24   | Doncaster Rovers    |                                                                       | 1 – 1988                                           |
| 24   | Fulham              |                                                                       | 1 – 2014                                           |
| 24   | Huddersfield Town   |                                                                       | 1 – 1974                                           |
| 24   | Preston North End   |                                                                       | 1 – 1960                                           |
| 24   | Sheffield Wednesday |                                                                       | 1 – 1991                                           |
| 24   | Southampton         |                                                                       | 1 – 2005                                           |
| 24   | Stoke City          |                                                                       | 1 – 1984                                           |
| 24   | Swindon Town        |                                                                       | 1 – 1964                                           |
| 24   | Sheffield United    |                                                                       | 1 – 2011                                           |
| 24   | Nottingham Forest   |                                                                       | 1 – 2022                                           |

## Double tra FA Cup e FA Youth Cup
Solo cinque club sono riusciti a realizzare questo tipo di double:
- Arsenal: 1971
- Everton: 1984
- Coventry City: 1987
- Liverpool: 2006
- Chelsea: 2010, 2012

Il Chelsea è l'unica squadra ad esserci riuscita due volte.

## Record di spettatori
Il record di spettatori per un incontro di FA Youth Cup è stato di 38.187, registrato nel corso della sfida tra Arsenal e Manchester United, all'Emirates Stadium, il 14 marzo 2007. Era la semifinale del torneo e i Gunners si sono imposti per uno a zero.

## Calciatori partecipanti poi convocati in nazionale maggiore
- Graham Barrett
- David Beckham
- Nicky Butt
- Jamie Carragher
- Michael Carrick
- Joe Cole
- Simon Davies
- Steven Davis
- Richard Dunne
- Ryan Giggs
- Keith Gillespie
- Wayne Henderson
- Francis Jeffers
- David Johnson
- Matt Jones
- Harry Kewell
- Alan Maybury
- Ryan McGivern
- Stephen McPhail
- Paul McShane
- James Morrison
- Philip Mulryne
- Gary Neville
- Phil Neville
- Adam Newton
- Michael Owen
- Kieran Richardson
- Gareth Roberts
- Paul Robinson
- Robbie Savage
- Alan Smith
- Jonathan Woodgate
- Fabio Borini
- Paul Pogba